# واکسول بلمونت
واکسول بلمونت (Vauxhall Belmont) خودرویی است که در سال‌های ۱۹۸۶ — ۱۹۹۱تولید شده‌است.
این خودرو در کلاس خودرو کامپکت قرار گرفته، است. 